# Головмох альпійський
Головмох альпійський (Bryum alpinum) — вид мохів порядку головмохальних (Bryales).

## Поширення
Ареал охоплює такі частини світу: Європа, Африка, Північна Америка, Південна Америка, Азія.
Населяє вологу кислу породу, ґрунт поверх скелі; від низьких до високих (0–2500 метрів).

## Характеристика

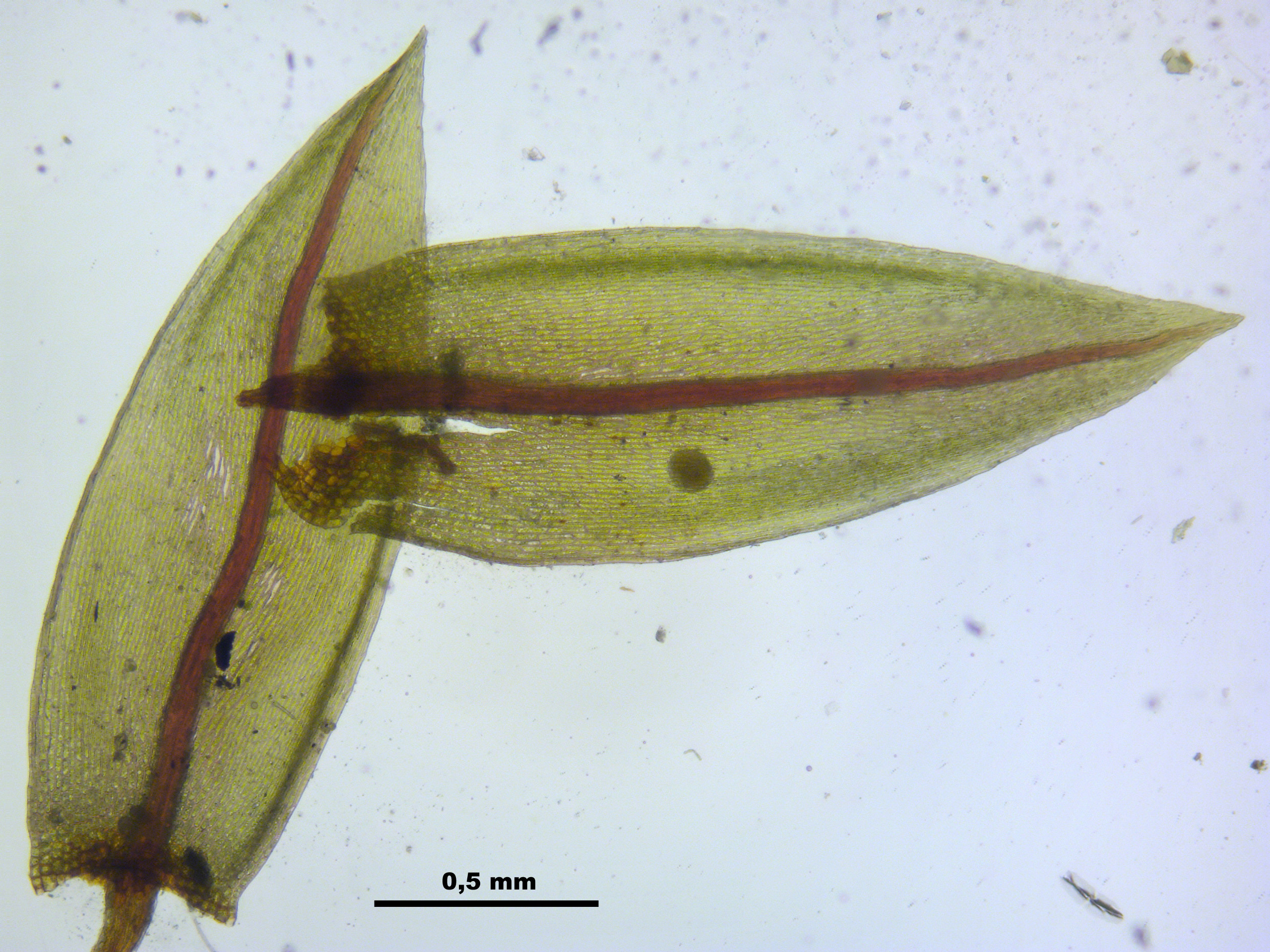

Рослини середнього розміру, від темно-червоних до червоно-зелених, рідше повністю зелені, з віком іноді чорніють. Стебла 0.5–2(3) см. Листки жорсткі, від червоних до червоно-зелених, іноді зелені, від широко-ланцетних до вузько-яйцеподібних або язичкових, іноді вузько-трикутні, слабо увігнуті, 1–3 мм; краї вигнуті проксимально, плоскі дистально, цілі чи дрібно зубчасті дистально; верхівка загострена. Спеціалізоване нестатеве розмноження рідкісне, ризоїдальними бульбами на ризоїдах, що виникають з пазух листків, від червоного до червоно-коричневого забарвлення, 100–300 мкм. Коробочкові ніжки ± прямі, червоні, червоно-коричневі чи пурпурні. Коробочка нахилена, червоно-пурпурна, грушоподібна, 3–5 мм, шийка коротка. Спори 10–15 мкм, від гладких до папілозних, жовтуваті.